# 胡尼奥迪·埃迈谢
胡尼奥迪·埃迈谢（匈牙利語：Hunyady Emese，1966年3月4日—），匈牙利裔奥地利女子速度滑冰运动员。她曾代表奥地利在冬季奥运会速度滑冰比赛中获得1枚金牌、1枚银牌和1枚铜牌。